# Carrville
Carrville – wieś w Anglii, w hrabstwie Durham. Leży 4 km na północny wschód od miasta Durham i 376 km na północ od Londynu.